# Ikorodu
Ikorodu este un oraș din statul Lagos, Nigeria.